# Offset-Tiefdruck-Konversion
Offset-Tiefdruck-Konversion, auch OT-Konversion, ist ein Verfahren der Druckformherstellung im Tiefdruck. Hierbei werden für den Offsetdruck gefertigte Druckvorlagen (Filme) für die Gravur von Tiefdruckzylindern genutzt.
Von den Offsetfilmen wird zur Kundenvorlage ein Offsetandruck oder ein analoger Proof hergestellt, die in ihren Ton- und Farbwerten dem Tiefdruckergebnis entsprechen. Auf diesem Probedruck bezeichnet der Kunde seine Änderungswünsche. Danach erfolgt die Offset-Tiefdruck-Konversion. Der Abtastkopf des Scanners der Graviermaschine wird so eingestellt, dass die gerasterten Offsetfilme integral abgetastet und in gleiche Halbtonwerte umgewandelt werden. Wichtigste Voraussetzung bei der OT-Konversion ist die Entrasterung der Vorlagen, da sonst auf dem gravierten Tiefdruckzylinder ein Moiré entstehen würde.
Der Vorteil der OT-Konversion ist wirtschaftlicher Art und besteht darin, dass der wesentlich aufwändigere Andruck in der Tiefdruckmaschine damit umgangen wird.